# Fətullaqışlaq
Fətullaqışlaq è un comune dell'Azerbaigian situato nel distretto di Cəlilabad. Conta una popolazione di 390 abitanti.